# Henry Brinley Richards
Henry Brinley Richards (født 13. november 1817 i Carmarthen, Wales, død 1. maj 1885 i London) var en britisk (walisisk) komponist og pianist, uddannet og senere professor ved Royal Academy of Music i London. Han virkede som koncertpianist og musiklærer, skrev salonmusik for klaver og orkester, kirkemusik, korværker og hymnen God Bless the Prince of Wales.
British Museum har registreret ikke mindre end 250 trykte kompositioner fra hans hånd.